# Lago Bay
Lago Bay es un lago de agua dulce ubicado en el departamento de Pando, al norte de Bolivia. Se encuentra en la Reserva nacional de vida silvestre Amazónica Manuripi-Heath. El lago es alimentado por el río Manuripi y se encuentra a 111 km de la ciudad de Cobija. Es hábitat de aves, reptiles y mamíferos Al este del lago se encuentra la pequeña localidad de Curichón.